# 吉田一彦 (情報学者)
吉田 一彦（よしだ かずひこ、1936年 - 2022年3月）は、日本の英語学者、情報史学者。神戸大学名誉教授。専門は英語学、情報論で特に戦争と情報史学の関連著作が多い。

## 略歴
兵庫県神戸市出身。神戸市外国語大学卒業。大阪大学大学院博士課程単位取得退学。英字新聞記者を経て、神戸大学国際文化学部教授、1995年定年退官、名誉教授。神戸大学在職中（1980年代頃）には、非常勤講師として札幌予備学院や大学受験ラジオ講座に出講し、英作文関係の講義を担当した。神戸大学退官後は、北星学園大学文学部教授。2007年退職。

## 著書
- 『ドゥーリトル日本初空襲』（三省堂、1989年／徳間文庫、1997年）
- 『シエンノートとフライング・タイガース　日本軍を震撼させた男』（徳間書店、1991年）
  - 改題『アメリカ義勇航空隊出撃  1941.12.20』（徳間文庫、1998年）
- 『情報で世界を操った男』（新潮社、1997年）
  - 改題『CIAを創った男 ウィリアム・ドノバン』（PHP文庫、2002年）
- 『暗号戦争』（小学館、1998年／日経ビジネス人文庫、2002年）
- 『暗号解読戦争』（ビジネス社、2001年）
- 『騙し合いの戦争史　スパイから暗号解読まで』PHP新書、2003年
- 『無条件降伏は戦争をどう変えたか』PHP新書、2005年
- 『米国側資料が明かす　ラバウルの真実』ビジネス社、2007年
- 『知られざるインテリジェンスの世界　世界を動かす智恵の戦い』PHP研究所、2008年
- 『闇のファイル 戦火の陰に潜む人間像』PHP研究所、2014年
- 『実録 スパイと暗号の秘密』PHP研究所、2018年。選書判
- 『情報戦略の真実　ドキュメント第二次世界大戦』PHP研究所、2020年

### 英文関連
- 『現代英語発見　語法を中心として』（三修社、1982年）
- 『現代英語の表情　英書を楽しく読むために』（研究社出版、1986年）
- 『基礎力完成ノート英文解釈』（旺文社、1988年）
- 『発展的英作文演習　国公立大を目指す受験生のための』（研究社出版、1989年）
- 『現代英語のセンス　英語の背景を知るために』（研究社出版、1991年）
- 『現代英語紀行　英語表現・発想のアラカルト』（大修館書店、1997年）

### 共著
- 『疫病最終戦争』（ビジネス社、2001年）

常石敬一・中島勇・平塚柾緒・平山健太郎・兵頭二十八
- 友清理士『暗号事典』（研究社、2006年）

### 訳書
- J・グレン・グレイ『戦場の哲学者　戦争ではなぜ平気で人が殺せるのか』（監訳、谷さつき訳、PHP研究所、2009年）